# 布吕盖罗勒
布吕盖罗勒（法語：Brugairolles，法語發音：[bʁyɡɛʁɔl] ⓘ）是法国奥德省的一个市镇，属于利穆区。

## 地理
布吕盖罗勒（43°7'28"N, 2°9'30"E）面积8.47 平方千米，位于法国奧克西塔尼大區奥德省，该省份为法国南部沿海省份，北起塔恩省，西北接上加龙省，西接阿列日省，南至东比利牛斯省，东临地中海，东北与埃罗省接壤。
与布吕盖罗勒接壤的市镇（或旧市镇、城区）包括：卡约、康比约尔、马尔维耶斯、蒙雷阿勒、鲁捷、维拉尔泽勒-迪拉泽斯。

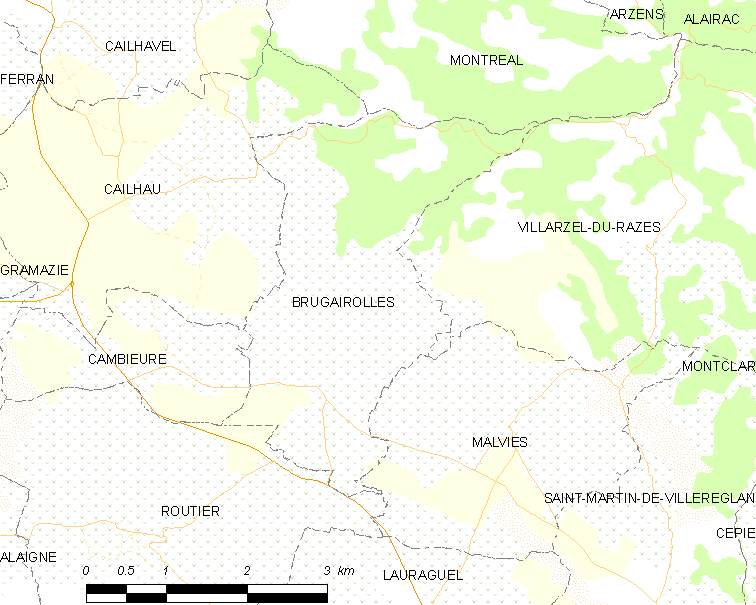
布吕盖罗勒的OSM定位图

布吕盖罗勒的时区为UTC+01:00、UTC+02:00（夏令时）。

## 行政
布吕盖罗勒的邮政编码为11300，INSEE市镇编码为11053。

## 政治
布吕盖罗勒所属的省级选区为拉皮耶日欧拉泽斯县。

## 人口

1962-2008年间布吕盖罗勒人口变化图示

布吕盖罗勒于2022年1月1日时的人口数量为301人。